# 栗璐雅
栗璐雅（1990年8月8日—），中国大陆教师，前主持人、模特儿。2010年，其在深圳2011世界大学生运动会“追风大运之星”（礼仪）选拔赛中获得全国冠军，并因此被认定为第26届世界大学生夏季运动会火炬手第一人。2015年，其又获得该年度中华小姐环球大赛的季军。现时已退出演艺圈，曾在深圳大学医学部担任教职。现在深圳职业技术大学管理学院担任人力资源管理教师。

## 经历

### 早年
1990年，栗璐雅出生于吉林省。3岁时，其随家人一同迁至广东省深圳市南山区蛇口街道生活。迁至深圳后，其从4岁开始上兴趣班，并逐渐掌握了绘画、钢琴、舞蹈等多种才艺。其中学阶段就读于深圳市育才中学，期间除担任所在班级的宣传委员外，又曾在该校的“十大舞星”及“人面彩绘”比赛中获得冠军。
2008年，栗璐雅考入深圳大学外国语学院英语系，随后加入了该校的模特队。

### 深圳大运会期间
2010年，栗璐雅在机缘巧合之下报名参加了深圳2011世界大学生运动会“追风大运之星”（礼仪）选拔赛。据其在接受《晶报》采访时的自述，其最初仅是陪伴同学去参加第一场海选，顺便了解该赛事的详情，但就因此被现场导演看中，而获邀参加第二轮海选。最终，其于10月28日获得该赛事的全国冠军及“最佳仪态奖”。30日，其参加了深圳论坛·《天生我才》电视论坛的开场表演，并获邀担任万事利集团的代言人，惟未获接受。随后，其又与陈楚生、老狼等人共同参演第六届深圳大梅沙沙滩音乐节的演出。11月23日，其与童星豆豆一同被选为深圳市福田区“礼在福田”文明礼仪教育实践活动的“微笑大使”。此后，其又被选为深圳市南山区文明形象大使，及入选第26届世界大学生夏季运动会“志愿者名人堂”。
2011年3月10日，其以深圳市南山区大运会志愿者代表的身份参加该区“市民讲外语、学礼仪，微笑迎大运”三项主题活动启动礼，并宣读“市民学外语”倡议书。4月5日，与同为“追风大运之星”参赛者的邵晶晶、吴辰岑出席2011年深圳婚庆博览会。25日，其在北京清华大学参加了第26届世界大学生夏季运动会火种采集仪式，以亚洲代表及主采集手的身份带领其余采集手完成了火种采集。5月4日，其随深圳航空“大运号”飞机护送圣火火种返回深圳，并在下机时与时任中国共产党深圳市委员会书记王荣、时任深圳市人民政府市长许勤及另一名志愿者一同向公众展示火种灯。10日，其在深圳大学参加第26届世界大学生夏季运动会火炬传递活动，担任第六棒火炬手；当晚，其在锦绣中华民俗村出席了庆祝大运火炬传递暨市民动员晚会。6月27日，其与卢奇、康辰晨共同担任广东省暨广州市老干部纪念中国共产党成立90周年大型歌会《灯塔颂》的访谈主持人。7月，其入选了海天出版社于当月月初出版的《蛇口草根风云录》。同月26日，主持“2011深航大运空姐招募大赛”总决赛。8月12日，其参与了深圳广播电影电视集团大运会特备节目《大运倒计时26小时》之《深圳准备好了》的录影。14日，在深圳音乐厅担任管风琴演奏家赵小玲、范肇新及香港浸会大学Zpark乐团在深圳音乐厅举办的音乐会的主持人。10月21日，其在深圳大学大运会总结表彰大会上获授“最佳形象奖”。
另外，在深圳大运会期间，栗璐雅曾经接获数间演艺经纪机构的签约邀请。但由于其打算继续升学，因而拒绝了这些经纪约。

### 深圳大运会后
2012年5月8日，栗璐雅出席港华集团在南京举办的“微笑服务大使评选比赛”启动礼。23日，其成为深圳报业集团“特报公益慈善基金”首批爱心传播大使。同年，其考入北京林业大学人文社会科学学院的行政管理专业攻读硕士学位。
2013年2月1日，其参与了江苏卫视游戏节目《一站到底》。4月8日，其受邀在“美丽黄山，幸福健康”中国黄山万人登山休闲大会中担任领跑员。2014年11月1日，其在深圳书城中心城出席了第十五届深圳读书月开幕礼，并表演了其创作的反映深圳读书月15年历程的沙画。而在其完成硕士学业后，其又考入了北京林业大学经济管理学院林业经济管理专业攻读博士学位。
2015年，栗璐雅参与了该年度中华小姐环球大赛珠海赛区海选，并入围全国12强，最终于10月17日获得该赛季的季军。2016年7月27日，其与该赛季的冠军郭洋子、亚军吴苇葶共同在珠海长隆国际海洋度假区出席2016年中华小姐环球大赛的启动礼，此后彻底退出演艺圈。

### 现状
在退出演艺圈后，栗璐雅创办了花艺厂牌“栗花艺”。2017年11月30日，其出席第一届海峡两岸学生棒球联赛总决赛“青春之夜”欢迎晚会，并表演了反映深圳市棒球运动史的沙画。2018年7月5日，其以南山区优秀学生代表的身份担任该区首届榜样教师提名人选演讲答辩活动的答辩评委。
根据深圳大学医学部于2020年1月发布的一份新闻稿，栗璐雅已在不晚于2019年秋季学期转为在该部综合办公室担任教职。2021年4月20日，其成为“2021全球开放数据应用创新大赛”的发言人，并负责主持该赛事的新闻发布活动；次日，其被选为当日《深圳晚报》的“悦读女郎”。
2023年9月，栗璐雅担任深圳职业技术大学管理学院人力资源管理教师。

## 演艺记录

### 参演节目
| 播放时间      | 节目名称     | 播放平台 | 参考及备注 |
| ------------- | ------------ | -------- | ---------- |
| 2012年4月13日 | 《天天向上》 | 湖南卫视 |            |
| 2013年2月1日  | 《一站到底》 | 江苏卫视 | [ 30 ]     |

### 广告代言
| 年份   | 代言商   | 产品或项目 | 参考及备注 |
| ------ | -------- | ---------- | ---------- |
| 2012年 | 联想集团 | U300s      | [ 45 ]     |

## 家庭
栗璐雅的父亲叫栗志辉，母亲叫魏玲玲，两人为大学同窗，均在蛇口人民医院担任科室主任。另外，栗璐雅的家庭亦是“2010－2011深圳文明家庭”的获奖家庭之一。